# Vysoká, Banská Štiavnica
Vysoká este o comună slovacă, aflată în districtul Banská Štiavnica din regiunea Banská Bystrica. Localitatea se află la altitudinea de 665 m deasupra n.m., se întinde pe o suprafață de 14,56 km2 și în 2017 număra 145 de locuitori. Se învecinează cu Hodruša-Hámre, Štiavnické Bane, Dekýš, Uhliská și Voznica.

## Istoric
Localitatea Vysoká este atestată documentar din 1388.

## Demografie
| An:                | 1994 | 2004   | 2014   | 2024    |
| ------------------ | ---- | ------ | ------ | ------- |
| Număr de persoane: | 141  | 143    | 141    | 126     |
| Diferență:         |      | +1,41% | −1,39% | −10,63% |

| An:                | 2023 | 2024  |
| ------------------ | ---- | ----- |
| Număr de persoane: | 125  | 126   |
| Diferență:         |      | +0,8% |